# Colimastitis der Kühe
Die Colimastitis der Kühe ist eine sporadisch auftretende Euterentzündung (Mastitis) bei Kühen, die durch das Bakterium Escherichia coli verursacht wird.

## Klinik
Diese Euterentzündung ist vor allem dadurch gekennzeichnet, dass meistens auch Allgemeinstörungen mit Fieber und Fressunlust auftreten. Es gibt aber auch chronische und subklinische Krankheitsverläufe. Die Infektion erfolgt meist von E. coli aus dem Kot. Endotoxine als Virulenzfaktoren spielen in der Pathogenese eine große Rolle.
Akute Mastitis verursacht eine starke Anschwellung des betroffenen Euterviertels. In einem weiteren Verlauf können eintreten: Durchfall, Festliegen (durch Schädigung des Herz-Kreislaufsystems), Schäden an inneren Organen (z. B. der Leber), Kälte des betroffenen Viertels, das im schlimmsten Fall sogar absterben kann, Tod durch Organversagen.

## Diagnose
Zur Diagnostik werden Milchproben verwendet.
Bei der Milchprobennahme sollte sehr sorgfältig auf besondere Hygiene geachtet werden.
Durch die Detektionsgrenze ist der Nachweis oft schwierig.
Die Milchprobe sollte in einem möglichst frühen Erkrankungsstadium genommen werden, da E. Colli Bakterien sehr schnell zerfallen (und lebende Bakterien in der Probe zum Nachweis erforderlich sind), aber die Toxine aber weiterbestehen.

## Therapie
Die Behandlung erfolgt gleichzeitig lokal und parenteral. Dabei ist ein Antibiogramm erforderlich. Das Tier soll häufig ausgemolken werden.
Die Erkrankung kann oft auch spontan (ohne antibiotische Behandlung) heilen, jedoch kann das nicht vorausgesagt werden, weshalb eine frühzeitige Behandlung empfohlen wird.
Der Einsatz von Antibiotika kann viele Bakterien in kürzer Zeit abtöten, was zu einer Freisetzung hoher Toxinmengen führt.
Der Einsatz von Antibiotika in der Tierhaltung ist allgemein kontrovers und E. Colli allgegenwärtig.
Entsprechend wird – wenn keine klinischen Symptome vorliegen – vor einer voreiligen Behandlung abgeraten.

## Vorsorge
Zur Vorbeugung ist auf gute Melk- und Stallhygiene zu achten.
Eine bedarfsgerechte Fütterung ist auch Teil einen guten Vorsorge.